# Schlusslokomotive
Schlusslokomotiven (Slz), in der Schweiz arbeitende Triebfahrzeuge am Zugschluss oder kurz Q-Lok, sind einzelne oder mehrere bediente Triebfahrzeuge. Als Schlusslokomotiven werden Triebfahrzeuge am Schluss eines Zuges zu einem Bahnhof überführt, wo sie gebraucht werden. Die Überführung von Triebfahrzeugen als Schluss- oder auch als Vorspannlokomotive vermeidet Lokleerfahrten und spart Fahrplantrassen. Eine Schlusslokomotive soll nur so viel Zugkraft ausüben, dass sie sich selbst befördert. Sie wird mit dem Wagenzug gekuppelt und an die durchgehende Hauptluftleitung angeschlossen. Muss das Triebfahrzeug am Schluss des Zuges wegen großer Wagenzugmasse mehr als sein Eigengewicht bewegen, gilt es als Schiebelokomotive.

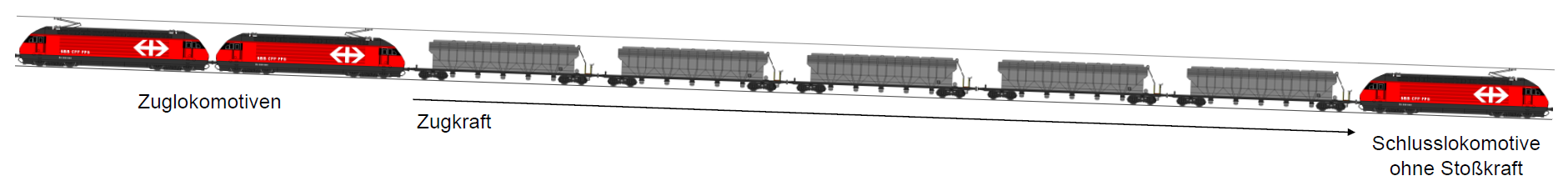
Schlusslokomotiven werden am Schluss eines Zuges mitgegeben und entwickeln nur soviel Zugkraft, dass sie sich selbst befördern.

Abzugrenzen sind Schlusslokomotiven von:
- Schiebelokomotiven, die Stoßkräfte übertragen
- nichtarbeitenden Triebfahrzeugen, die zusätzlich zur Zuglokomotive zur Überführung als Wagen in den Zug eingestellt werden.

Das Absetzen einer Schlusslokomotive benötigt weniger Zeit als das Abkuppeln einer Vorspannlokomotive. Allerdings kann bei einer Lokomotive am Zugschluss in der Regel eine allenfalls vorhandene Mehrfachtraktionssteuerung nicht benutzt werden.

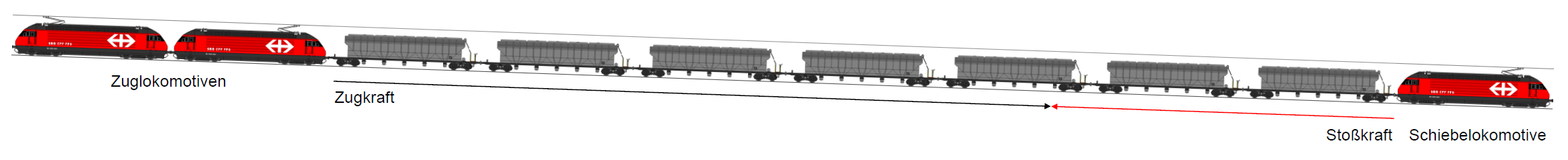
Übt ein Triebfahrzeug am Zugschluss Stoßkräfte aus, wird es als Schiebelokomotive bezeichnet. Im Gegensatz zu Schlusslokomotiven dürfen Schiebetriebfahrzeuge auf manchen Strecken nicht verkehren.

Im europäischen Zugbeeinflussungssystem ETCS steht mit Non Leading eine gesonderte Betriebsart für Schiebe- und Schlusslokomotiven zur Verfügung.